# Глобальные зелёные

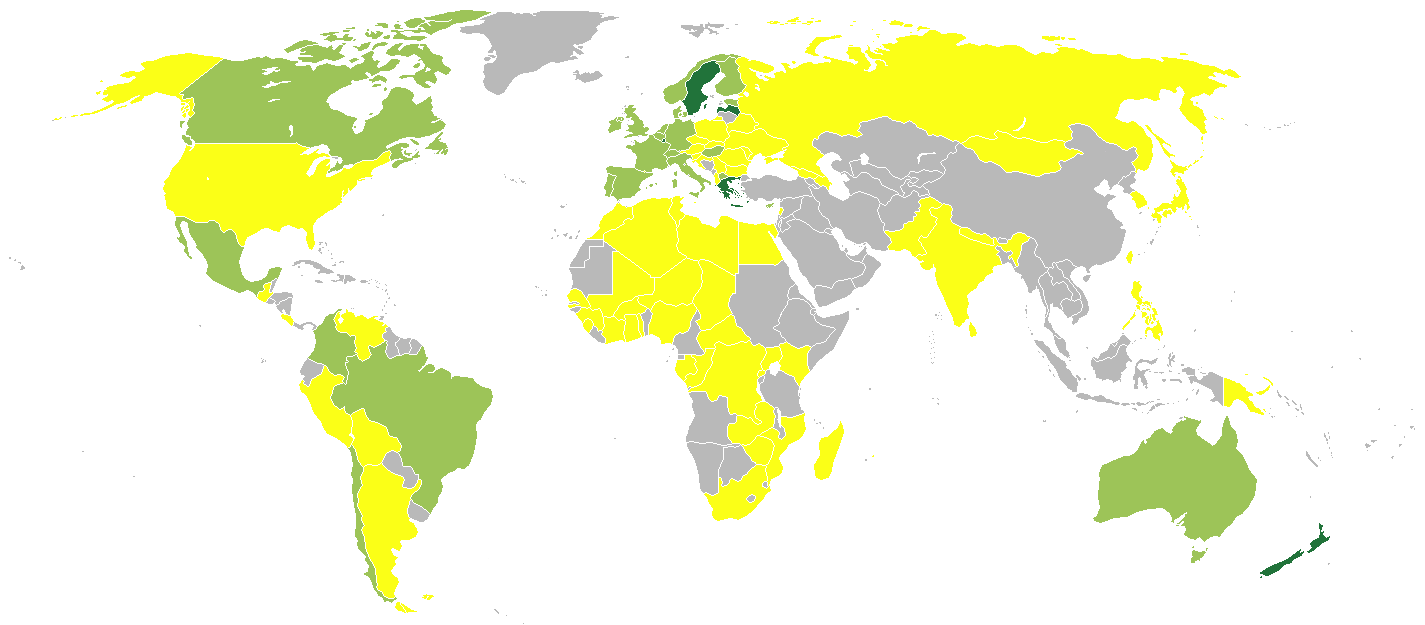
Страны в которых есть партии Глобальных зеленых
Страны где они представлены в парламенте
Страны где они представлены в правительстве

Глобальные Зелёные — международная сеть зелёных партий и политических движений, которая была основана в 2001 году в Канберре, Австралия на Первом Всемирном конгрессе зелёных, где был принята Глобальная хартия Зелёных. Второй конгресс Глобальных Зелёных был проведён в 2008 году в Сан-Паулу, Бразилия. Третий конгресс состоялся в Дакаре, Сенегал в 2012 году.
Глобальные Зелёные состоят из четырёх федераций по всему миру: Северная и Южная Америка, Африка, Европа и Азиатско-Тихоокеанский регион. Глобальные Зелёные имеют руководящий комитет из 12 членов. По три человека от каждой федерации. Европа представлена Европейской партией зелёных. Кроме этого, в международную сеть Глобальных Зелёных входят несколько десятков национальных партий и общественных организаций.
Партия Глобальных Зелёных провозглашает «основные ценности» экологической мудрости, социальной справедливости, партисипативной демократии, ненасилие, стабильности и уважения к разнообразию. Приоритеты Глобальных Зелёных — это реформирование доминирующей экономической модели, борьба с изменением климата, решение продовольственного кризиса, продвижение демократии и движение за мир, защита биоразнообразия.